# Hercules & Love Affair
Hercules & Love Affair udsendte deres selvbetitlede debutalbum den 10. marts 2008.
Hovedmanden bag Hercules & Love Affair er New Yorker-DJ og producer Andrew Butler, der sammen med bl.a. Antony fra Antony and the Johnsons har skabt dette relativt nye pop/ dance-projekt.
Debutalbummet er blevet godt modtaget af anmelderne, og første single, "Blind", kom i rotation på P3 tidligere samme år.